# Rytidosperma lechleri
Rytidosperma lechleri är en gräsart som beskrevs av Ernst Gottlieb von Steudel. Rytidosperma lechleri ingår i släktet kängurugräs (släktet), och familjen gräs. Inga underarter finns listade i Catalogue of Life.